# شاهینیان (نام خانوادگی)
شاهینیان (زبان ارمنی: Շահինյան), یکی از نام‌های خانوادگی رایج در میان ارمنیان می‌باشد.
- آرتور شاهینیان،  کشتی‌گیر
- هرانت شاهینیان، ژیمناست
- ماریتا شاگینیان، نویسنده و کنشگر
- سونا شاهینیان، بازیکن فوتبال

## منبع
- Հովակիմյան, Բախտիար (2005). Հայոց ծածկանունների բառարան (PDF). Երևան: ԵՊՀ հրատ.